# 吉田清治 (文筆家)
吉田 清治（よしだ せいじ、本名：吉田 雄兎〈よしだ ゆうと〉、1913年〈大正2年〉10月15日 - 2000年〈平成12年〉7月30日）は、日本の捏造文筆家、活動家。
1931年に九州の商業高校を卒業し郷里を離れてから、太平洋戦争中、徴兵されることなく、日雇い人夫などの徴用業務を行う労務報国会に就職するまでの吉田の経歴については、良く分かっていない。
吉田は、戦後、戦時中の体験を雑誌に投稿したり出版社に売り込むなどしているうちに:68、いわゆる「朝鮮人強制連行」の証言者として、戦後補償問題に取り組む弁護士らに注目され、裁判所や講演会で証言するようになった:176,177。特に朝鮮の女性を女子挺身隊の名目で慰安婦として徴用した（慰安婦の強制連行）とする告白は、「吉田証言」として有名になり、朝日新聞の慰安婦報道と相まって、慰安婦問題を作り出したとされる。
吉田は、その証言について疑義を呈された1992年を境に表舞台から姿を消し、1998年頃を最後に消息不明だったが、2014年になって2000年（平成12年）7月に既に死去していたことが判明した。
現在では、吉田証言には資料的価値はないとされている。本人も、後に創作を認めたとも言われるが、死の数か月前に「まったくの事実」と語ったともされる。
自ら「戦争犯罪人」を名乗り、戦時中は「徴用の鬼」とあだ名され、軍や警察と労務報国会の混成部隊を指揮したと証言した吉田だが、戦後の人生の大半を共に過ごしたした長男によれば、定職につかず、生活費は息子が賄っているような生活の中で、雑誌やラジオへの投稿を趣味にする人物だったという。

## 名前
本名は、吉田雄兎。長男によれば、本来は「雄治」という名だったが、役所の手違により雄兎となった:67。
長男によると、『朝鮮人慰安婦と日本人』執筆の際、出版社とのやりとりの中でペンネームとして吉田清治の名を使うことになった。
吉田本人は、吉田清治の名を、朝鮮人の通名のようなもので、強制連行の被害者の親族などから報復される事を恐れて、この名を名乗っていると話していたが:82、長男は、父が雄兎の名を気に入っていなかったので、清治をペンネームにしたのではないかと述べている:67。
他にも「吉田栄司」や「吉田東司」といったペンネームを使用した。

## 生涯
1913年（大正2年）10月15日、福岡県鞍手郡で吉田家の長男として生まれる。父は音吉、母はタメ。上に姉が三人いた。
1919年、5歳で祖父から吉田家の家督を継ぐ。
1931年、門司市立商業高校を卒業。
1937年、満州国地籍整理局に就職。
1937年（当時の吉田は23歳独身）、朝鮮人男性「李貞郁（リ・ジョンウク）」を養子にする。
1943年前後?、労務報国会の下関支部に勤務（「#労務報国会」参照）。
1944年5月、大野友一、ツネの次女フサエと入籍。
1947年、下関市議会議員選挙に日本共産党から立候補。129票を獲得したが、落選。
1949年、長男誕生。
1950年、「下関肥料株式会社」を登記。
1951年、次男誕生。
1952年、三男が誕生するも、一週間で死亡。
1955-1960年頃、一家で東京の三鷹市へ移住（数年で下関に戻る）。
1963年、下関での朝鮮人労働者の徴用体験談が、週刊朝日の公募「私の八月十五日」で佳作となり、賞金5000円を得る。
1965年、小野田化学工業の寮の住み込み管理人となる。
1970年頃、福岡県の日ソ親善協会役員に就く。
1973年、長男が川崎市のトランジスタ工場に就職。一家で横浜市鶴見区へ転居。
1977年、『朝鮮人慰安婦と日本人』（新人物往来社刊）を出版。
1979年、妻フサエ死去。
1980年、朝日新聞の川崎支局に「朝鮮人狩り」の体験談を売り込む。3月7日付の川崎・横浜東部版に記事が掲載される。
1982年、「樺太裁判」に証人として出廷。朝鮮半島における強制連行について証言:213-276。講演会でも慰安婦の強制連行について語る。
1983年、三一書房から『私の戦争犯罪』を出版。朝鮮人強制連行（対象者の一部は慰安婦）の実態を告白。
1983年、韓国の天安市に「強制連行の張本人」として「謝罪の碑」を建立。碑の前で土下座した。
1989年、『私の戦争犯罪』の韓国語版が韓国で出版。
1992年、訪韓し、元慰安婦金学順に謝罪。産経新聞が、吉田証言について韓国で疑惑が持ち上がっていると報道。
1993年、関係者に配慮して証言の一部を変えたと釈明。
2000年7月30日、直腸癌を患っていたが、結核性肺炎を起こし死去。享年86歳。
裏づけの取れている経歴以外にも、著書には、中国大陸で日本陸軍の嘱託として働いたり、中華航空の営業所の主任に任命された経験が語られているが、後述のように、本人が語る経歴には真偽不明な部分が多く、吉田の「嘘で固めたライフ・ヒストリー」の中で「正確なのは、生年ぐらい」と評する学者もいる。

### 執筆活動
吉田は、自分の息子に作文法を手取り足取り教えていた他、翻訳家の辻潤や上脇進と親交があったと話しており、長男は、吉田が物書きになりたかったのだろうと証言している。なお大高美貴は、吉田が長男に語ったこの話にも時間的矛盾があると指摘している。
2014年に放送された報道ステーションによると、吉田は戦後、下関市で肥料会社を興し、朝鮮戦争の特需もあって一時期は羽振りがよかったが、十数年後には会社をたたんで生活が苦しくなり、そのような中で原稿用紙を買ってきては週刊誌に投稿するなど執筆活動を始めたという。
懸賞に応募したり、ラジオやテレビのモニターをしていた吉田は、「ラジオと私」というテーマで書いた手記がNHKで一等を獲得し、当時としては多額な賞金を手にする。
そして1963年、戦時中の体験談「私の八月十五日」が、雑誌の懸賞で佳作となる。これが「吉田証言」の走りとなる。この作品は吉田の実体験ということになっていたが、クライマックスの軍刀を振り回すシーンなど実際には創作を交えて書かれていた。
長男は、1977年の『朝鮮人慰安婦と日本人』の出版により、吉田が「これで家計が楽になる」と語ったのを記憶している。

### 韓国中央情報部との関係
吉田は、知り合いの公安の刑事に、韓国のある組織に脅されていると話していた。吉田はこの組織から借金をしており、常に身辺に組織の人間が付きまとい、自由に行動出来なかったという。吉田は組織の名を言わなかったが、元刑事はKCIA（韓国中央情報部）だと考えている。長男は、父親の作り話だとしている。

### 日本共産党との関係
吉田は、戦後、日本共産党から下関市議会選挙に立候補したが、長男によると、これは当時雇っていた朝鮮人の多くが共産党員であったからで、これ以降、共産党とは一切関わりはなかったという。
息子二人がソ連に留学したのは家庭が貧しかったからで、息子たちが自分たちの意思で決めた。当時フルブライト留学生の旅費は自己負担であったのに対し、ソ連留学は旅費も生活費も無料だった。

## 経歴等を巡る疑惑
出生地
吉田は、本籍を山口県（豊浦郡）としていたが、大高未貴に長男から提供された資料によると、出生地は福岡県鞍手郡宮田町大字長井鶴、本籍は福岡県遠賀郡芦屋町大字芦屋である。
学歴
1990年の『著作権台帳』には「法大卒」とあり、朝日新聞の報道でも法政大学卒業とされている。秦郁彦に対しては「法大中退」と語っていたが、法政大学の在籍記録には吉田の名はない。
養子
吉田には、朝鮮人の養子がいた。この養子について吉田は、父親が関東大震災の朝鮮人虐殺で殺され、母親は虐殺を生き延びたものの、朝鮮で日本兵から逃れようとして事故死したとしている。養子は、結婚式の二週間後に日本人として徴兵され、関東大震災の記念日に朝鮮人匪賊の襲撃を受けて戦死した。「日本人になった永達は、朝鮮人の銃弾にたおれた。実父が日本軍によって殺された関東大震災から十五年目の九月一日だった」と吉田は書いている。
板倉由明は、小倉連隊区の養子が吉田が言うように山口県庁で徴兵検査を受けることはあり得ないこと、小倉連隊の派兵先と戦死した場所が180キロも離れていること、戦死したとされる時期に、同連隊に山口県籍の戦死者がいないことなどを指摘している。
その後の調べで、この養子は1983年まで存命で、息子たちが現在も福岡で暮らしていることが分かっている。
軍歴
吉田は「元日本軍人」という肩書で公の場に出ていたが、長男は吉田から、徴兵検査の際、胸に影が映り、結核と誤診され不合格になったと聞かされている。本人も著書の中では軍人だったとは言っていない。
中華航空の営業主任
吉田は、1940年に中華航空が設立されると、上海支店の営業主任になったとしているが、板倉由明の調べによると、中華航空の設立は1939年で、当時上海支社のパイロットであった人物には吉田という人物の記憶がなく、1992年に別府市で元中華航空の社員会が催された際に、この元パイロットが確認したところ皆同様な意見だったという。
懲役
中華航空時代、吉田は、朝鮮独立運動の首領金九を輸送したかどで憲兵に逮捕され、軍法会議で懲役2年の刑を受け、長崎の諫早刑務所で1942年の6月まで服役したとしている。
前述の元パイロットによれば、本人も他の社員会の参加者も、該当する時期にそのような大きな事件があったと聞いたことがないという。当時の上海憲兵隊の警務課長を初めとする複数の元憲兵や、芹澤紀之も、この事件の存在を否定している。
吉田は、自分が飛行機に乗せた為に金九が重慶に潜入したと書いているが、上杉千年は、金九は1938年に重慶に入り、1940年当時は重慶で臨時議政院国務会議の主席として活動していたことから、吉田の話を作り話だとしている。

### 吉田の釈明
吉田は1996年に秦郁彦からの電話に応じたが、その時のことを秦は「これまでの対吉田批判を消化して、巧みな弁明を先まわりしつつ語るのを聞いて一驚した」と語っている。
秦との電話の中で、吉田は大学について「勤労しつつ法政大学専門部法科に在籍した」と話し、戦死したはずの養子については、差別を防ぐ為に名前や本籍を変えたと説明した。また、自身の逮捕容疑については、金九ではなく中華民国重慶軍の大佐だったとし、罪名についても阿片密輸にからむ「軍事物資横領罪」であると訂正した。

## 労務報国会
労務報国会とは、国家総力戦の為に、日本政府が主導して日雇い労働者などを組織化した半官半民の団体であり、知事や警察署長が主要なポストを兼任した。1944年9月末の時点で、会員は215万人以上。このうち、親方衆が甲種会員で、その下で働く労働者が乙種会員であった:4。
日本政府は、労務報国会を通じて労働者を国の統制下に置き、戦時体制に必要な工事の為に人員を確保したり、賃金の高騰を抑えようとした。吉田のいた山口県では、警察が労務報国会を実質的に指導・運営していた:5。
吉田によれば、慰安婦を含む朝鮮人強制連行の業務を行ったのは、この労務報国会であり、吉田は自分が下関（あるいは山口県）の動員責任者だったと言う。
吉田の長男は、労務報国会について、「市内の大工、左官、土木工事の方々を雇って日当で払う仕事の現場監督みたいなもの」「従軍慰安婦とは何の関係もない」と説明している。これに対し、フリージャーナリストの今田真人は、後に規則が改正され労務報国会が芸伎･酌婦も扱えるようになったことを国会図書館の資料で確認したとしたが、外村大は、報国会が（実際に）娼妓や女給も扱ったと言うのであれば、それを裏付ける史料が必要だと指摘した:7。

### 動員部長
吉田が労務報国会の下関支部に在籍していたことについては、複数名、吉田の勤務を記憶していた者がおり、外村大も、吉田が内部の人間であったことは間違いないとしている:6。動員部長だったかについては、これを裏付ける史料は存在しない:9。
吉田は、一作目の著書では、同郷の先輩の世話で下関支部に就職したと書いているが、裁判では、下関警察署の特高主任から半強制的に志願させられ、就職したと述べている:217,218。
吉田が裁判で語ったところによると、下関支部では、支部長兼任の下関警察署長をトップに置き、事務局には当初、吉田が一人いるだけだったという。吉田は、40人を越える職員を採用し、三ヶ月後には事務整備を完成させた:221,222。
しかし、同じく下関警察署内にあった産業報国会の下関支部に立ち上がりから終戦後まで勤務していた人物は、吉田という人物には記憶があるが、労務報国会の立ち上げに奔走したのは、『関門日日新聞』出身の別人だったと語っている。
吉田は、講演会では、1942年に特高に呼び出され、翌月に結成される〝山口県の〟労務報国会の動員部長を署長命令で命じられたと語っているが、外村大は、県レベルの動員部を主宰するのは県職員の課長職とする当時の規定から、この話も虚偽である可能性が高いとしている:9。
前科者が出所後すぐに内務省系団体の動員部長に任用されることはありえないと言う者もいる。

## 朝鮮人強制連行に関する証言
吉田は、1977年に出版した『朝鮮人慰安婦と日本人』の中で、戦時中朝鮮半島へ労務者の徴用（朝鮮人狩り）に赴いた体験を書き、文筆家としてデビューしたが、1960年代に雑誌の懸賞に応募する形で戦時中の〝朝鮮人狩り〟をテーマにした体験談を発表しており、「朝鮮人強制連行」の研究者、朴慶植には注目されていた。
デビュー作では、〝朝鮮人狩り〟とは言いながら、内地（下関市）での徴用には暴力は用いられておらず、朝鮮半島においても、もみ合いになって木刀で殴ったといった程度の描写にとどまっていたが、1983年に出した『私の戦争犯罪』になると、自分が指揮する一隊がサーベルや木刀を手に朝鮮の集落を襲撃し、住民を打ち据え連行するといった風に描写が過激化する。
吉田は、二作目を出版する前年に朝鮮人強制連行を巡る裁判に証人として登場するようになり、法廷でも朝鮮半島における日本政府によるこうした暴力的な徴用の様子を証言していた。
吉田は、朝日新聞やしんぶん赤旗などで自身の〝戦争犯罪〟の告白を展開。韓国にも赴き、講演と謝罪を繰り返し、1983年には、韓国の天安市に「（朝鮮人）強制連行の実行者」として謝罪の碑を建て、ニュースになった。
この頃までは、朝鮮人労務者の強制連行の証言者として知られていた吉田だが、83年に出版した第二作からは「慰安婦の強制連行」についての証言が加わり、次第にこちらの方が「吉田証言」として有名になって行った（後述）。

### 『週刊朝日』（1963年）
吉田は1963年に『週刊朝日』の懸賞に応募し、労務報国会の動員部長として、戦時中「奴隷狩りのように」朝鮮人労務者を狩り集めたという内容の手記が佳作になる。この手記は、その後、朝鮮人強制連行文献のバイブルとされる朴慶植の『朝鮮人強制連行の記録』に取り上げられた。

### 『朝鮮人慰安婦と日本人 -元下関労報動員部長の手記』（1977年）
1977年に出版した『朝鮮人慰安婦と日本人』によれば、1943年、下関の砲兵連隊の命令を受けた吉田は、鳥取地震の支援の為に、下関で50人の朝鮮人を土工として徴用した。
朝鮮人に対しては、出頭命令書を出しても日本人のようには集まらないので、一軒一軒まわり、男を見つけるとその場で出頭命令書を書いて渡し、期日までに出頭しなければ、後日（徴用先として人気のなかった）炭鉱に送った。朝鮮人の徴用を吉田らは「朝鮮人狩り」と呼んでいた。
吉田は、山口県の他の支部と合同で、朝鮮半島でも労務者の徴用を行った。

#### 朝鮮半島での「朝鮮人狩り」
中国地方の五県の労政課長会議の決定により、海軍施設の工事の為に朝鮮半島より労務者を徴用することを命じられた中国地方の労務報国会は、朝鮮半島に出張し、手分けして男子を徴用した。
慶尚北道に派遣された吉田が指揮する報国会下関支部は、二人の朝鮮人巡査の協力を得て、村落を回って男子を集めた。『朝鮮人慰安婦と日本人』の中には、トラブルになって徴用隊員が木刀を振るうシーンもある。吉田は、3日間で100人の労務者を集めた。

### 樺太残留者帰還請求訴訟（1982年）
1982年、吉田はサハリン残留韓国人訴訟に証人として出廷し、朝鮮半島における戦時中の強制連行について証言した。韓国人帰還運動に携わっていた新井佐和子は、吉田の話は当事者である在樺コリアンの証言とはかなり隔たりがあり、戦争体験世代から見れば疑問点が多くあるように思われたが、加害者側からの唯一の証言ということもあり、「強制連行」の事実は決定的になり、裁判に有利に働いたと述べている:178,179。
（下関の労務報国会が）なぜ朝鮮半島に徴用に行くのかと問われ、吉田は法廷で以下のように説明した。

### 『私の戦争犯罪 -朝鮮人強制連行』（1983年）

#### 光州（朝鮮）での強制連行
二作目の『私の戦争犯罪』では、1943年の11月に、吉田が12人の徴用隊のリーダーとして下関を出発して朝鮮半島へ渡り、光州で「強制連行」を行ったと書いている。吉田は、「陸軍西部軍管区司令官ヨリ山口県知事宛」の公文書の写しを持っており、これがあれば、朝鮮総督府の道庁警務部と現地警察の協力を得ることが出来た。朝鮮の全羅線の沿線ならどこで徴用しても良いという山口県警察部の労務課長の了承も得ていた。
現地の警察から提供された10名の警官と徴用隊を指揮した吉田は、木刀やサーベルを振りかざして住民を追い回し、200人の朝鮮人を狩り集めた。男が隠れて出て来ないと、部落の女を捉えて人質にした。吉田は、「朝鮮人狩りは、兎狩りと同じであった」とも述べている。

### 研究者の見解
外村大
外村大は、内地の軍が朝鮮で労働力を確保しようと思えば、陸軍省なり朝鮮軍を通じて朝鮮総督府本府に依頼するはずであり、いきなり朝鮮の末端行政機構に指示を出すことはないと述べている:4。
秦郁彦
秦郁彦も、内地の労務報国会が朝鮮半島に労務者の徴用に行ったという話を疑問視している（「#慰安婦の強制連行に関する証言（吉田証言）」参照）。

## 慰安婦の強制連行に関する証言（吉田証言）
吉田証言は、戦時中朝鮮半島で行われた「慰安婦の強制連行」の有力な証拠として扱われてきたが、歴史研究者によって、その体験談をはじめ、吉田の語っていた軍の命令系統や本人の経歴に偽り・矛盾があると指摘され、慰安婦の強制連行を史実とする吉見義明や上杉聰も、「吉田証言」は証言としては、採用できないとした。
吉田が1977年に出版した『朝鮮人慰安婦と日本人』では、慰安婦狩り（強制連行）の話は出てこず、下関の朝鮮人地区の女性が慰安婦を中継ぎする話になっている。慰安婦狩りの話が出てくるのは1982年の講演からである。
東京地方裁判所における在樺コリアンの樺太残留者帰還請求訴訟では、済州島での朝鮮人奴隷狩りの証人として出廷・証言した。なお、このとき、被告の日本政府代理人は反対尋問をしなかった。
1982年以降、吉田は戦時中の慰安婦の強制連行について、新聞や講演などで語り、1983年に出版した『私の戦争犯罪』では、1943年、西部軍の動員命令によって朝鮮の済州島で205人の婦女子を慰安婦要員として強制連行したとし、当時の命令書の内容まで詳細に記載している。1989年には韓国語版も出版された。
これについて日韓の研究者やマスコミが追跡調査したが、裏づけとなる情報は得られていない。
1992年頃より秦郁彦らから信憑性に疑問を呈する声が出てから、新聞各社も吉田証言の紹介を中止するようになった。
朝日新聞が2014年に吉田証言を虚偽と判断して、すべての記事を取り消すと、北海道新聞なども、これに続いて吉田証言に関連する記事を取消した。（「新聞各紙による吉田証言の取消し」参照）
吉田証言は、国際社会における日本軍慰安婦のイメージの形成に決定的な影響を与えたとも言われる。（「影響と評価　国際社会への拡散」参照）

### 吉田証言における連行人数の細かな異同
- 1992年1月23日、朝日新聞で吉田は連行した朝鮮人女性は950人と証言[92]。
- 1992年1月26日、赤旗で吉田は連行した女性は1000人以上と証言[92]。
- 1992年3月13日と3月16日、秦郁彦のインタビューで吉田は「女子挺身隊の名目で慰安婦を調達した。計950人と記憶しているが、部下は2000人といっている」と答えた[93]。
- 1992年5月24日、朝日新聞で「男女6000人を強制連行した」と吉田は発言[92]。
- 1992年8月8日、ニューヨーク・タイムズは吉田は2000人の朝鮮人女性の「狩り」をしたと報道[92]。
- 1992年8月12日、毎日新聞は吉田が1000人徴用したと報道[94]。
- 1992年8月15日、読売新聞は吉田は100人の朝鮮人を海南島へ連行したと報道[94]。
- 1992年11月14日、赤旗は吉田が最低950人、多くて3000人の朝鮮人女性の強制連行をしたと報道[95]。

## 下関での慰安婦の徴用
吉田は、1977年に出版した最初の本の中で、下関で100名の朝鮮人女性を慰安婦として南支派遣軍用に徴用したと書いている。吉田は長崎県庁の労務課で「朝鮮人女子挺身隊」の動員命令書を受け取り、部下を率いて大坪の町で人数を揃えた。そのさい用いた方法は、後に「吉田証言」として有名になる、済州島での〝奴隷狩り〟とは異なり、対馬にある陸軍病院の雑役婦を募集しているという口実で女性を騙して集めるというものだった。女性たちに提示された条件は、報酬は月30円、支度金が20円。支度金は返済不要というものだった。

### 動員命令書
吉田清治が下関において朝鮮人慰安婦の徴用を命ぜられた際に受領したとする命令書。『朝鮮人慰安婦と日本人（1977年）』151-152頁より。強調は引用者。
吉田によれば、この命令書は、山口県知事から下関警察署長（労務支部長兼任）に出されたもの。

### 研究者による調査
西野瑠美子による調査
西野は、当時の下関警察の労務課長の部下に、労務報国会が済州島に慰安婦の狩り出しに行ったという話を聞いた事があるかと尋ねたところ、「いやぁ、ないね」との回答を得たが、さらに（吉田によると）大坪からも在日の朝鮮人女性を集めたようですがと尋ねたところ、「（略）やったかもしれん。やったとしたら、特高でしょうなぁ。県の特高の出張所が下関署内にありましたから」と言われた。
秦郁彦による調査
秦は、当時、吉田証言のテレビ番組を企画したが、結局番組が制作されなかったというNHK山口放送局にもその理由を問い合わせたところ、番組担当者が吉田証言の裏付けがとれず、さらに吉田の著作を刊行した出版社が「あれは小説ですよ」と述べたので企画を中止したとの証言を得た。さらに、下関を中心とする元憲兵や警察、労務報国会の関係者から情報を集めたが、「全否定と言ってよい材料ばかりだった」という。

### 否定に慎重な学者
林博史や前田朗は、西野が当時の関係者の部下から聞き取った「やったとしたら、特高でしょうなぁ」の下りを秦が無視していると批判している。

## 済州島での〝慰安婦狩り〟
吉田が慰安婦の強制連行を行ったとされる済州島について、吉田の二作目の著書『私の戦争犯罪 -朝鮮人強制連行』の担当編集者は、済州島については自分がヒントを出したと大高未貴の取材に答えている:94,95。
この編集者は、慰安婦について吉田が「まだ十分に語り尽くしていないんじゃないか」という気持ちがあって、二作目の原稿を依頼したという。
長男は、吉田本人から済州島には行っていないと聞いており、吉田が済州島の地図を見ながら原稿を書いていたと証言している:99。

### 慰安婦の動員命令
吉田によれば、以下は、当時吉田が話したか見せたかした西部軍からの慰安婦の動員命令を、彼の妻が日記に書き留めたもの。強調は引用者による。

#### 妻の日記
吉田は、1943年（昭和18年）に、山口県知事/西部軍により慰安婦の徴用の為に朝鮮半島に派遣された際の命令書を著書の中で公表した。講演会での吉田の発言によると、この命令書は、亡くなった吉田の妻の日記の中に残されていたものである。
しかし、吉田の結婚は、日記が書かれたとされる年の翌年（昭和19年）のことであり、時間的に矛盾する。その点を指摘された吉田は、「事実上の結婚と入籍が異なる」と釈明した。改めて、事実上の結婚はいつだったのかと問われると、吉田は「昭和16年（1941年）かな」と答えたが、吉田の著書によると、この時期吉田は服役中だったことになっている。
後に吉田は、「大阪の活動家の新聞」が勝手に書いたもので、（妻の日記について）自分は一度も公式には話していないと釈明した 。しかし、裁判の記録によると、吉田は、1982年の樺太残留者帰還請求訴訟の法廷でも妻の日記のことを語っている。
吉田は、家族に脅迫が及ぶとして日記の公開を拒んでいたが、朝日新聞が吉田の死後、長男に取材した結果、吉田の妻は日記をつけていなかった事が分かった。

### 研究者の見解
外村大
秦や外村大は、吉田が所属した労務報国会は荷役業務や土木作業に従事する日雇い労働者の動員業務に従事する民間の組織であり、軍の命令で業務を行う指示系統はなく、労務者を集める日本内地の地方支部組織が朝鮮総督府の管轄下にある地域に出動して直接人員を集めることはないとしている。
秦郁彦
吉田の陳述では、西部軍 → 山口県知事 → 下関警察署長 → 吉田のラインで労務調達の命令が下されたとしているが、秦郁彦は、関係者はこのような命令系統はありえないと否定していると述べている。秦は、当時の朝鮮総督府管内には、朝鮮労務協会や内地の労報に相当する労務報国会があったので、労務調達のため内地の労報支部員が直接出向いて徴集しなければならない理由はなかったはずだと述べている。
吉見義明
吉見義明は、「済州島での慰安婦『徴用』に関する吉田証言を、事実として採用するには問題が多すぎる、というほかない」と述べている:27。吉見は、1944年に下関で女性を集めることが出来たのなら（一作目の著書）なぜ1943年に朝鮮半島に行かなければならなかったのか（二作目の著書）疑問だと述べている。吉見は、吉田証言では西部軍管区司令部から動員命令が山口県に来たことになっているが、山口県で集められないなら西部軍管区司令部は朝鮮軍司令部に依頼するはずであり、軍の指揮命令系統からも吉田の証言は不審だと述べている。吉見は、吉田が示した「動員命令書」は、偽物だろうとしている。

### 済州島での現地調査
許栄善（済州新聞記者）による現地取材
吉田の著書の韓国語版が出版された1989年、現地紙済州新聞の許栄善記者は、8月14日付の記事の中で、済州島で「慰安婦狩り」の話を裏付け証言する人はほとんどいないとし、城山浦に住む85歳女性の「250余の家しかないこの村で15人も徴用したとすれば大事件であるが、当時はそんな事実はなかった」という証言を紹介した。済州新聞のこの記事は、1992年に秦郁彦によって現地の図書館で発見され、日本に紹介された。
なお、韓国仁徳大学の講師である言語心理学者 吉方べきによれば、許栄善記者はその後会った他の取材者らに「自分は何人か（の島民）に話を聞いただけで、これが吉田氏の告白全てを否定する証拠のように扱われるのは不本意」と語り、「記事が日本で予想外の注目を受け不自由な思いをしたため、これ以上関わりたくない」と吐露したともされる。一方で、遺族会の抗議に許栄善記者は従来の見方を引っ込めるしかなかったとの見方も韓国にあることを、吉方は伝えている。
金奉玉（郷土史家）による現地調査
許栄善記者は、済州新聞の記事の中で、済州島の郷土史家である金奉玉が「1983年に日本語版が出てから何年かの間追跡調査した結果、事実でないことを発見した」とし、吉田の著書について「日本人の悪徳ぶりを示す軽薄な商魂の産物と思われる」と憤慨していると伝えている。
秦郁彦による現地調査
1992年3月、秦郁彦が、吉田が慰安婦の強制連行が行われた場所として具体的な日付と地名を出した済州島に調査に赴き、現地の図書館で許栄善の記事を発見したほか、城山浦の老人クラブで5人の老人と話し、男子の徴用はあったが慰安婦狩りはなかったらしいことを確認した。
姜貞淑（挺身隊研究所元研究員）による現地調査
2014年、韓国挺身隊研究所の元研究員、姜貞淑は、朝日新聞の検証チームに、1993年の6月に「（済州島の）数カ所でそれぞれ数人の老人から話を聞いたが、記述にあるような証言は出なかった」と語っている。
朝日新聞（植村隆）による現地調査
朝日新聞は、1997年の慰安婦問題の特集記事に先立ち、植村隆記者を済州島に派遣した。植村は、済州島の記事を書いた許に取材した他、現地調査を行った結果、社に
「いわゆる人狩りのような行為があったという証言は出てこなかった」とのメモを提出した:22。
西野瑠美子による調査
西野瑠美子は、吉田が軍からの命令書交付の場に吉田を立ち会わせたと言う当時の下関警察の労務課長の部下に、労務報国会が済州島に慰安婦の狩り出しに行ったという話を聞いた事があるかと尋ねたところ、「いやぁ、ないね。（略）しかし管轄が違うから何とも言えませんがね」との回答を得た
朝日新聞による第二次現地調査（2014年）
朝日新聞の検証チームが、一週間をかけ、島内の70代後半から90代の40名の老人に話を聞き、吉田の著書に登場する場所を探して聞き取りをしたが、吉田証言に対し否定的な反応しか得られなかった:30,31。
吉田が干し魚の製造工場から数十人の女性を連れ去ったと証言した町でも、該当する唯一の施設で「女性の連れ去り」を否定された。
梁順任による現地調査
吉方べきによれば、太平洋戦争犠牲者遺族会の梁順任は、済州島の吉田証言と地理的特徴が合致する地区で聞き取り調査を行い、6、7人が慰安婦として徴用されたという証言を得たという。ただし、これらは吉田式の人狩りではなく、村ごとに割り当てられた候補者を、後日担当者が連れて行くという方式だったという。また、証言したのは被害者本人ではなく、「難を逃れた女性」によるものだった。
梁は、済州島四・三事件の後遺症よる萎縮に加えて島の恥になることは口にしたくないとの雰囲気が強く、関係者の口が固いと述べている。

#### 吉田の反論
吉田は、関係者に迷惑をかけないためとして加害者の名前や肩書については変えてあり、被害者についても慰安婦であったことを取り沙汰されないためとして個人名や具体的な地名についても伏せるとしており、戦後生まれの許栄善に昭和19年ごろの済州島の実態が分かるはずはなく、彼女が紹介した老婆の話についても裏取りされていないと反論している:47。また、韓国の公共放送、KBSが吉田と共に現地を回り、事実を確認したとも言っている:45-47。ただし、吉田はこの時、住民に迷惑がかかるとして、慰安婦ではなく女子挺身隊の徴用の体験を証言するという形にして現地を回ったと説明している:45,46。
今田真人は、吉田が済州島については語ったのは、済州島四・三事件での虐殺や島外脱出のために当時の人々は多くが替わっており、済州島の古老は実際には後から移住してきた人ばかりで問題がないからだと吉田から聞いたとしている。

#### 調査結果に否定的な意見
元赤旗の記者、今田真人は、吉田の語るような軍からの命令系統は存在しないという反論に対し、国会図書館で裏付けとなる資料を発見したとする。また、済州島での慰安婦強制連行を目撃したという証人も現れたともしている。また、島民の多くが四・三事件で殺され、生き残った者は日本に逃れている事から、朝日新聞が取材した住民は弾圧に手を貸した側かもしれず、よって裏づけは困難だと主張している:21。秦の調査についても、歴史研究者として（強制連行の）証拠を見つけられなかった「研究失敗」の事例だとしている:166。（今田の主張については、「今田真人#「吉田証言」の研究」を参照）
上杉聰は、1993年に尹貞玉が済州島で被害者らしき人物を発見したものの周囲の説得で証言が取れなかったと述べ、島内に緘口令が敷かれている可能性があると主張した。上杉は、秦の論拠だけで吉田の証言を嘘とは断定出来ないと主張している。
西野瑠美子は、性の問題の聞き取りは簡単ではなく、現地へ行って「強制連行の証拠」集めをしようとしても誰も心を開かないと、朝日新聞の調査を批判している:20,21。
吉方べきは、許栄善が1989年の記事の4年後にも慰安婦狩りについての署名記事を書いており、その中で吉田証言を取上げていながら、これを否定的に扱っていないと指摘している。

## 償い事業
1983年（昭和58年）12月23日、吉田は、韓国の天安市を訪れ、彼本人の名前と謝罪文が刻まれた謝罪碑の前で土下座した。
1992年（平成4年）5月25日、朝日新聞は、吉田清治が韓国に「謝罪の旅」に出る予定と紹介した。8月13日には、吉田は韓国で元慰安婦の金学順と面会し、土下座して謝罪した。吉田は訪韓し、韓国のマスコミに在日韓国人慰安婦5,000人に民族的誇りを与えるため大統領選投票権を与えてほしいと請願した。

### 「日本人の謝罪碑」
「日本人の謝罪碑」は、吉田が天安市の望郷の丘に建てた石碑。旧字を新字に改め、一部強調体とした。
長男によると、「石碑を建てたり、韓国に行ったりするお金は、うちにはありませんでした。あれはいろいろな人からの支援だと思います」「韓国から戻ってきた後、父のパスポートを見てびっくりした記憶があります。日本からの出国と帰国のスタンプはあるのですが、韓国への入国、出国のスタンプが押されていない。なぜかと聞いたら、韓国の空港につくやいなや韓国政府の人がやってきて特別室に案内され、そのままソウルの街に出たんだそうです」。

## 朝日新聞と吉田証言
1991年（平成3年）5月22日朝日新聞大阪版で吉田の「木剣ふるい無理やり動員」発言が紹介され、同年10月10日朝日新聞大阪版では「慰安婦には人妻が多く、しがみつく子供をひきはがして連行」したという吉田の証言を掲載した。
同年10月10日には朝日新聞大阪版が再度、吉田清治へのインタビューを掲載する（井上祐雅編集委員による）。
内閣総理大臣宮沢喜一訪韓後の1992年（平成4年）1月23日、夕刊コラム「論説委員会から－『窓』、従軍慰安婦」では、北畠清泰朝日新聞論説委員による吉田の紹介記事が掲載されたが、それは以下のようなことばで結ばれている。
1997年3月31日、朝日新聞は吉田証言の真偽は確認できないと報道。
朝日新聞は、1982年（昭和57年）9月2日、1992年（平成4年）1月23日、同年5月24日に吉田証言を詳しく伝え、これらの記事は2014年（平成26年）5月の段階においても訂正記事を出していなかったが、同年8月5日になって「事実関係の誤りがあった」「裏付け取材が不十分だった」などとして、吉田の関連記事を撤回した。

### 朝日新聞による吉田証言の取消謝罪
朝日新聞は1997年3月31日に吉田の「著述を裏付ける証言は出ておらず、真偽は確認できない」との記事を掲載したが、訂正記事は出さなかった。しかし、その17年後の2014年8月5日付記事『「済州島で連行」証言 裏付け得られず虚偽と判断』で朝日新聞は、吉田証言は虚偽だと判断し、吉田証言に関する16の掲載記事を取り消した。
2014年朝日新聞は検証記事を掲載し、1992年4月30日、吉田に取材面会を申し込むが拒否され、その後朝日新聞として吉田のことは取り上げていないとしている。「2014年4月から5月にかけて済州島内で70代後半から90代の計約40人から話を聞いたが強制連行したという吉田の記述を裏付ける証言は得られなかったとして『「済州島で連行」証言　裏付け得られず虚偽と判断』とした」。また「読者のみなさまへ」として「当時、虚偽の証言は見抜けませんでした。」としている。
12月23日、朝日新聞は8月の検証紙面で16本を取り消して以降、再調査でほかにも虚偽証言に基づく記事が見つかったとして吉田清治への取材から「2回ほど朝鮮半島に出かけ、“朝鮮人狩り”に携わった」と報じた記事など追加で2本取り消し、朝日新聞の一連の記事取り消しは計18本となった。

## 新聞各紙による吉田証言の取消し
2014年、1983年以降、吉田証言を16回にわたって記事にしてきた朝日新聞が吉田証言を虚偽と認め過去記事の取消しを発表すると、北海道新聞やしんぶん赤旗も相次いで過去の記事を取消した。

### 北海道新聞による吉田証言の取消し
朝日新聞に続き北海道新聞も、2014年の11月17日の朝刊に「『吉田証言』報道をおわびします」と題した社告を掲載し、吉田証言に関する記事を取り消した。同紙は、特集記事の中で、1991年から93年までの間に8回、吉田証言に関する記事を掲載していた事実を明らかにした上で（うち1回は共同通信配信の記事）、「証言内容は信憑性が薄いと判断した」と読者に説明した。

### しんぶん赤旗による吉田記事の取消し
2014年9月27日、しんぶん赤旗も朝日新聞の8月5日の特集記事を機会に検証し、1992年から93年に3回「吉田証言」や著書を取り上げたが信ぴょう性がなかったとして取り消し・謝罪記事を掲載した。ただし、今田真人は、これは赤旗の記者が直接吉田に取材したものではなく、後述の週刊新潮のインタビュー記事を引用したもので、しかも元記事の本人の「関係者に迷惑をかけてはまずいから、カムフラージュした部分もある」という発言の部分を除いて引用したため、本人の意図と異なったものになっていると批判している:155。

### 共同通信の反応
2014年8月6日、共同通信社は、朝日新聞の取り消しを受け、同社が1991年以降「朝鮮半島から約千人の女性を慰安婦として戦線に送り込んだ」などとする吉田の証言や経歴を7回に渡り記事にしたと明らかにした上で、吉田証言の信憑性に疑問の声が出始めてから、92年8月の記事を最後に取り上げていないと発表した。

## 1992年以降の吉田清治
1992年4月30日付の産経新聞に、秦郁彦による済州島の調査結果が報じられ、吉田が日本のマスコミに取り上げられることは無くなって行った。
秦の調査結果が発表された直後、朝日新聞の市川速水記者が吉田の自宅を訪ね資料や戸籍等の確認を求めたが、拒否された:17。
同年8月、吉田は韓国の市民団体に招かれ、元慰安婦に対する謝罪と慰霊のために訪韓したが、その時ソウルで開いた記者会見の様子を、ソウル特派員だった朝日新聞の前川惠司は、済州島での慰安婦狩りについて執拗に聞くマスコミに「ちょっとしどろもどろになった挙げ句、会見の席上で怒り始めた」と回想している。
この謝罪旅行には、NHKが密着取材を申し込んでいたが、吉田によれば4月頃にNHKから断りの電話があり、中止になっていた:55。
吉田によれば、海外のAP通信やロイターは、この時の吉田の会見を配信したが、日本の朝日・読売・毎日新聞は、支局長が記者会見に出席しながら、いっさい報道しなかった:55。
1993年5月、慰安婦問題を追及する吉見義明と上杉聰（日本の戦争責任資料センター事務局長）が吉田を訪ね、批判に対し積極的に反論するよう勧めたが、「回想には地名を変えた場合もある」などと発言したため、吉田の回想は証言としては使えないことを確認せざるを得なかった。
1995年、吉田は『週刊新潮』（1月5日号）に対し、「これ以上言うと、元慰安婦や家族の方に迷惑がかかる。デッチ上げといわれても構いません。私の役目はもう終ったのですから」とコメントした。
1996年5月2・9日号のインタビューでは、吉田は以下のように語った。
1997年の3月上旬、朝日新聞が電話で吉田とコンタクトをとるが、「吉田証言」については応答を拒まれ:27、3月31日の特集記事の中で「吉田氏は『自分の体験をそのまま書いた』と話すが、『反論するつもりはない』として、関係者の氏名などデータの提供を拒んでいる」と発表した:24。
1998年9月、秦が吉田に電話で「著書は小説だった」という声明を出したらどうかと勧めたところ、「人権屋に利用された私が悪かった」とは述べたが、「私にもプライドはあるし、八十五歳にもなって今さら……このままにしておきましょう」との返事だったという。
秦は、吉田と電話で話す中で、かつて吉田証言を報道したジャーナリストたちが、時折電話で吉田の様子を探っているらしい事に気づき、彼らが気にしていたのは吉田が「すべて作り話だ」と告白する事態だったのではないかと述べている。
しかし、2000年に死亡する一か月ほど前、かつての担当編集者が吉田に電話し、家永三郎が『私の戦争犯罪』を非常に優れた本だと話し面会を求めていると伝えると、「あの本の内容はまったくの事実です」と答えたという。編集者は、それまでくぐもった言い方だったのがあの時はとても潔かったと振り返っている。

## 影響

### 韓国への影響
李栄薫ソウル大学教授は2009年6月1日に、吉田証言は今日の韓国人の集団的記憶形成に決定的に寄与したと語っている。
1992年の韓国政府による日帝下軍隊慰安婦実態調査報告書でも吉田の著書が証拠として採用され、その後も修正されていない。
2011年8月30日、韓国の憲法裁判所が「韓国政府が日本軍慰安婦被害者の賠償請求権に関し具体的解決のために努力していないことは憲法違憲」と判決した際にも事実認定としてクマラスワミ報告、マクドゥーガル報告書、アメリカ合衆国下院121号決議が根拠とされ、吉田証言も事実認定の有力な証拠のひとつとして用いられた。
2012年9月5日に朝鮮日報は、社説で吉田の著書『朝鮮人慰安婦と日本人』を取り上げ「この本一冊だけでも日帝の慰安婦強制連行が立証されるのに十分である」として強制連行の証拠であるとしている。
秦郁彦は、吉田証言が挺対協の起爆力となったとしている。また元慰安婦の金福善は吉田証言をきっかけに名乗り出たと証言している。

### 国際社会への影響
1996年の国連人権委員会のクマラスワミ報告では、以下のように強制連行の証拠として吉田証言が採用されている。
1998年のマクドゥーガル報告書でも慰安婦強制連行の証拠の一つとして吉田証言が採用された。この報告はその後も修正されていない。
吉田証言などを基とした朝日新聞による慰安婦強制連行報道が国際問題化に影響したかどうかについては、朝日新聞社が組織した「第三者委員会」は「影響は限定的であった」とまとめている。
一方、米議会調査局のスタッフとして下院決議に関与した東アジア専門家のラリー・ニクシュ（韓米研究所（ICAS）上級研究員）は吉田証言を虚偽と認めつつも「吉田証言が慰安婦問題の国際世論に影響を与えた決定的な要素だったという主張は、ほとんど正当化されない。歴史修正主義者は、河野談話を攻撃し、慰安婦の強制的な募集がなかったと主張するために、吉田証言のウソを利用している。国際世論には、吉田証言をはるかにしのぐ複合的な証拠が影響している」と発言している。

#### 米国下院対日謝罪決議案の報告書における証拠採用
2006年に米国下院が慰安婦問題で対日非難決議（アメリカ合衆国下院121号決議）案を審議する際の資料(memorandum)とされたアメリカ議会調査局の報告書（2006年4月10日付）でも「従軍慰安婦システムの報告（Accounts of the Comfort Women System）」の項目で「日本軍による女性の強制徴用」の有力根拠として「吉田証言」も明記されたが、日本側の調査と報告を受けて、2007年の改訂版の報告書（2007年4月3日付）では「吉田証言」が削除された。しかし、産経新聞の古森義久によれば、2007年2月25日の決議案審議のための公聴会の時点ではこの吉田証言に基づいた資料を判断材料としていた。121号決議は、6月26日に可決した。

## 評価

### 家永三郎
歴史家の家永三郎は『戦争責任』（岩波書店、1985年）で吉田の著作を賞賛した。

### 吉見義明
1993年（平成5年）5月に、慰安婦制度を批判している吉見義明が吉田を訪ね、秦らの批判に積極的に反論するよう勧めたが、吉田は「日記を公開すれば家族に脅迫などが及ぶことになるのでできない」としたうえで「回想には日時や場所を変えた場合もある」と発言したため、吉田の回想は証言としては使えないことを吉見は確認した。

### 上杉聰
上杉聰も吉見義明とともに吉田と面談した結果、「吉田の証言を嘘と断定することはできないが、「時と場所」という歴史にとってもっとも重要な要素が欠落したものとして、歴史証言としては採用できない」としている。

### 安丸良夫
歴史学者の安丸良夫は吉田の著作が「従軍慰安婦」「強制連行」の典型的なイメージを作り出すとともに、その後「この書物の記述が事実でないことが明らかにされて、『強制連行』をめぐる事実認識が重要な争点となる原因をつくった」と2009年に語っている。

### 但馬オサム
文筆家である但馬オサムは「吉田本をよく読むと、彼の個人的なサディズム妄想を軍隊と絡めたエロ小説かのようです。女狩りというのはそれこそサディズム小説の古典的パターンのひとつです。まるでポルノのような小説が“旧軍関係者の勇気ある告発”ともてはやされ、大手を振って出版されていた。」と述べている。

### 安倍晋三首相
2007年に安倍晋三首相は「虚偽と判明した吉田証言以外に官憲の関与の証言はない」と答弁している。

### 猪瀬直樹
猪瀬直樹は1996年に「それにしてもたった一人の詐話師が、日韓問題を険悪化させ、日本の教科書を書き換えさせ、国際連合に報告書までつくらせたのである。虚言を弄する吉田という男は、ある意味ではもう一人の麻原彰晃ともいえないか」と述べている。窪田順生も、吉田の主張していた「経歴」に虚偽が多いことを挙げ、単なる詐話師レベルではないほど怪しい人物であると述べている。

### 有村治子
有村治子は、2021年3月の参議院文教科学委員会にて、教科書における従軍慰安婦問題の記載に関する質問の中で吉田に言及し「そもそも、吉田清治なるウソにウソを重ねた詐欺師が、朝鮮半島で暴力の限りを働いて、幼子から母親を引っ剥がし、千人近い慰安婦の人狩りをしたなどという完全な作り話の数々を創作し、これらの情報が朝日新聞によって長年にわたり何度も喧伝されてきました」と発言した。

### 大高未貴
ジャーナリストの大高未貴は、吉田清二が書いた『朝鮮人慰安婦と日本人』について「労務報国会の仕事の範疇での体験であり、「慰安婦狩り」をしていたとも、済州島に行ったとも書いていない」としている。

### その他
『ニューヨークタイムズ』は吉田について、「テレビカメラの前で（罪を）告白したがっており、かつての戦争犯罪者であると自称している」としている。

## 吉田証言を真実として記載した著作物
- 朝日新聞等、各新聞
- 家永三郎『戦争責任』岩波書店、1985年[172][173]。
- 佐藤和秀『潮』1992年3月号で吉田証言の読後感として「涙をおさえることができない」と記す[173]。
- 鈴木裕子『朝鮮人従軍慰安婦』岩波ブックレット、1992年[173]。
- 杉井静子『文化評論』1992年4月号で「慰安婦はまさに銃剣をつきつけて強制連行された」ことを吉田が生々しく証言していると書く[173]。
- 日弁連国際人権部会報告「日本の戦後処理を問う」シンポジウム、1992年[173]。
- 石川逸子『「従軍慰安婦」にされた少女たち』岩波ジュニア新書、1993年（2005年、十五版)[174]
- 高木健一『従軍慰安婦と戦後補償』三一書房、1992年[173]。
- 倉橋正直『従軍慰安婦問題の歴史的研究』共栄書房、1994年[173]。
- 幣原広『法学セミナー』1997年8月号で紹介[173]。
- 曾根一夫『元下級兵士が体験見聞した従軍慰安婦』白石書店、1993年[173]。
- 吉田邦彦『都市居住・災害復興・戦争補償と批判的「法の支配」』(北海道大学大学院法学研究科叢書19)有斐閣、2011年。161頁で、狭義の強制性に関して「仮に公式の文書がなくても、その関連の多数の証言を排して、そうした事実はないとすることは、無理で飛躍がある」と述べて日本政府の見解を批判し、その脚注（167頁）の中に「加害当事者による証言」として吉田清治の著書2点を挙げている（初出は判例時報1976号・1977号、2007年）。
- 飯沼二郎編著『架橋-私にとっての朝鮮』麦秋社、1984年「対談-日本人の朝鮮観をめぐって」鶴見俊輔　飯沼二郎241-p243

広辞苑掲載の強制連行の記述と批判
広辞苑4版(1991年)では「従軍慰安婦」項目が登場し、最新の版でも吉田の証言に沿った内容になっている。

## 主な著作
- 『朝鮮人慰安婦と日本人 -- 元下関労報動員部長の手記』 新人物往来社 1977年（昭和52年）3月
- 『私の戦争犯罪 -- 朝鮮人強制連行』 三一書房 1983年（昭和58年）7月

## 脚註